# Dispersionsfarbstoffe
Die Dispersionsfarbstoffe (systematische Bezeichnung nach Colour Index Disperse Dyes) sind eine Farbstoffklasse zum Färben von hydrophoben Fasern und Stoffen, beispielsweise Polyester. Die Farbstoffe zeichnen sich durch eine sehr geringe Wasserlöslichkeit aus. Sie werden zusammen mit Dispergiermitteln sehr fein zermahlen. Dadurch können beim Färbeprozess die molekular gelösten Farbstoffanteile in die Faser diffundieren und dort eine feste Lösung bilden. Die meisten Dispersionsfarbstoffe gehören zu den Azofarbstoffen.

## Chemische Eigenschaften
Circa 60 % der Dispersionsfarbstoffe sind Azofarbstoffe und etwa 25 % gehören zur Gruppe der Anthrachinonfarbstoffe, mit denen brillante Rot-, Blau- oder Türkis-Töne erzielt werden können. Daneben werden noch weitere Chromophore verwendet, mit denen im Wesentlichen Gelb-Töne hergestellt werden.
Bei den Dispersionsfarbstoffen aus der Gruppe der Azofarbstoffe dominieren die Monoazofarbstoffe. Die wichtigsten Diazokomponenten sind das 4-Nitroanilin und dessen Derivate. Typische Kupplungskomponenten sind N-alkylierte Derivate des Anilin, m-Toluidin, m-Chloranilin und 3-Aminoacetanilid.
Insbesondere durch Variation der Substituenten E und F lassen sich die Erfordernisse der verschiedenen Faserarten einstellen. Beispielsweise eignen sich Hydroxyalkyl-Gruppen (E,F = OH) für viele Acetatfaser-Farbstoffe; ersetzt man die Hydroxygruppe durch eine weniger hydrophile Cyano- oder Estergruppe, wird die Affinität für Polyesterfasern erhöht.
Einige Dispersionsfarbstoffen werden mit heterocyclischen Diazokomponenten, beispielsweise Aminothiazol- oder Aminobenzothiazol-Derivaten hergestellt.
Bei der Produktion von Dispersionsfarbstoffe spielt die Nachbehandlung nach der chemischen Synthese eine große Rolle. Die Farbstoffe müssen als stabile, feine Dispersion beim Färbeprozess vorliegen. Dies erreicht man durch eine thermische Nachbehandlung in Gegenwart von nichtionischen Detergentien und durch einen Mahlprozess, wobei Partikelgrößen <1 µm bei einer engen Partikelgrößenverteilung angestrebt werden.

## Beispiele
| Verschiedene Dispersionsfarbstoffe (Auswahl) | Verschiedene Dispersionsfarbstoffe (Auswahl) | Verschiedene Dispersionsfarbstoffe (Auswahl)                                       |
| -------------------------------------------- | -------------------------------------------- | ---------------------------------------------------------------------------------- |
|                                              |                                              |                                                                                    |
| C.I. Disperse Yellow 1                       | C.I. Disperse Yellow 3                       | C.I. Disperse Yellow 9                                                             |
| CAS-Nr. 119-15-3                             | CAS-Nr. 2832-40-8                            | CAS-Nr. 6373-73-5                                                                  |
|                                              |                                              |                                                                                    |
| C.I. Disperse Orange 3                       | C.I. Disperse Orange 11                      | C.I. Disperse Orange 37 (auch C.I. Disperse Orange 59 und C.I. Disperse Orange 76) |
| CAS-Nr. 730-40-5                             | CAS-Nr. CAS-Nr. 82-28-0                      | CAS-Nr. 13301-61-6                                                                 |
|                                              |                                              |                                                                                    |
| C.I. Disperse Orange 44                      | C.I. Disperse Brown 1                        | C.I. Disperse Red 1                                                                |
| CAS-Nr. 4058-30-4                            | CAS-Nr. CAS-Nr. 23355-64-8                   | CAS-Nr. 2872-52-8                                                                  |
|                                              |                                              |                                                                                    |
| C.I. Disperse Red 17                         | C.I. Disperse Red 177                        | C.I. Disperse Blue 7                                                               |
| CAS-Nr. 3179-89-3                            | CAS-Nr. 68133-69-7                           | CAS-Nr. 3179-90-6                                                                  |
|                                              |                                              |                                                                                    |
| C.I. Disperse Blue 35                        | C.I. Disperse Blue 79                        | C.I. Disperse Blue 87                                                              |
| CAS-Nr. 12222-75-2                           | CAS-Nr. 3618-72-2                            | CAS-Nr. 13418-49-0                                                                 |

## Geschichte
Die ersten Dispersionsfarbstoffe zum Färben von Acetatfasern wurden 1923 durch British Celanese und der British Dyestuffs Corporation eingeführt. Ab 1950 nahm die Produktionsmenge
der Dispersionsfarbstoffe parallel mit der weltweiten Produktion von Synthesefasern sprunghaft zu. Es wurden neue Farbstoffe entwickelt, die beispielsweise den sehr hohen Anforderungen der Automobilindustrie an die Lichtechtheit oder an neue Echtheitseigenschaften, wie der Thermomigrationsechtheit, Rechnung trugen.